# Plectoptera montana
Plectoptera montana är en kackerlacksart som beskrevs av Pruna 1974. Plectoptera montana ingår i släktet Plectoptera och familjen småkackerlackor. Inga underarter finns listade i Catalogue of Life.